# كأس الجامعة التونسية لكرة السلة
كأس الجامعة التونسية لكرة السلة هي مسابقة لرياضة كرة السلة سنوية تنظم في تونس من قبل الجامعة التونسية لكرة السلة منذ 1995.

## الفائزين

### حسب السنة
نسخة أصلية :
| - 1995: النادي الإفريقي. - 1996 - 1997: لم تلعب. - 1998: النادي الإفريقي. - 1999 - 2011: لم تلعب. - 2012: الاتحاد الرياضي المنستيري. - 2013: النادي الرياضي البنزرتي. - 2014: النجم الأولمبي لحلق الوادي والكرم. - 2015: الشبيبة الرياضية القيروانية. - 2016: لم تلعب. |

نسخة جديدة :
| - 2017: النادي الإفريقي. - 2018: النادي الإفريقي. - 2019: لم تلعب. - 2020: الزهراء الرياضية. - 2021: لم تلعب. |

### حسب الفرق
| الفريق                            | الألقاب |
| --------------------------------- | ------- |
| النادي الإفريقي                   | 4       |
| الاتحاد الرياضي المنستيري         | 1       |
| النادي الرياضي البنزرتي           | 1       |
| النجم الأولمبي لحلق الوادي والكرم | 1       |
| الشبيبة الرياضية القيروانية       | 1       |
| الزهراء الرياضية                  | 1       |

## مقالات ذات صلة
- كأس تونس لكرة السلة للرجال
- كأس السوبر التونسي لكرة السلة للرجال
- الجامعة التونسية لكرة السلة

## وصلات خارجية
- ftbb.org.tn